# Mlečice
Mlečice är en ort i Tjeckien.   Den ligger i regionen Plzeň, i den västra delen av landet, 60 km väster om huvudstaden Prag. Mlečice ligger 391 meter över havet och antalet invånare är 326.
Terrängen runt Mlečice är platt åt sydväst, men åt nordost är den kuperad. Runt Mlečice är det ganska tätbefolkat, med 80 invånare per kvadratkilometer. Närmaste större samhälle är Zbiroh, 8,6 km sydost om Mlečice. I omgivningarna runt Mlečice växer i huvudsak blandskog.